# میلیکوو
میلیکوو (به لاتین: Milików) یک روستا در لهستان است که در گمینا نوووگروجتس واقع شده‌است.